# Torschreiber am Pariser Platz
Der Torschreiber am Pariser Platz ist ein Literaturstipendium, das seit 2018 von der Allianz Kulturstiftung und der Stiftung Brandenburger Tor in Verbindung mit dem Literarischen Colloquium Berlin an in Deutschland im Exil lebende Schriftsteller vergeben wird. Das Stipendium ist mit 12.000 € dotiert, außerdem ist damit ein zweimonatiger Aufenthalt am Literarischen Colloquium Berlin verbunden. Ziel ist die Förderung von Schriftstellern im deutschen Exil, die in ihren Heimatländern bedroht und verfolgt wurden. Das Stipendium soll auch an das Schicksal deutscher Autoren in der Zeit des Nationalsozialismus erinnern, die in anderen Ländern Schutz und Asyl fanden.
Über die Vergabe wird von einer Jury entschieden, der Christina Weiss (Allianz Kulturstiftung), Christine Thalmann (RBB), Thomas Geiger (Literarisches Colloquium Berlin) und als Vorsitzender Thomas Sparr (Stiftung Brandenburger Tor) angehören.

## Preisträger
- 2022: Farah Abdi (* 1995)
- 2019: Galal Alahmadi (* 1987)
- 2018: Rasha Habbal (* 1982)